# Schlacht von Aughrim
Dromore – Derry – Bantry Bay – Newtownbutler – Carrickfergus – Newry – Cavan – Boyne – Athlone (1) – Limerick (1) – Cork – Athlone (2) – Aughrim – Limerick (2)
Die Schlacht von Aughrim (englisch Battle of Aughrim, irisch Cath Eachroma) war die entscheidende Schlacht des Krieges der zwei Könige in Irland. Sie wurde zwischen Truppen der Jakobiten (Anhängern des abgesetzten Königs Jakob II.) und der Wilhelmiten (Anhängern Wilhelms III.) am 22. Juli 1691 nahe dem kleinen Dorf Aughrim in der irischen Grafschaft Galway ausgetragen.
Die Schlacht gilt als eine der blutigsten auf irischem Grund; mehr als 7000 Menschen wurden getötet. Die Niederlage der Jakobiten bedeutete das praktische Ende des Jakobismus in Irland, auch wenn die Stadt Limerick noch bis Herbst 1691 standhielt. In der Folge mussten sich die Franzosen im Pfälzischen Erbfolgekrieg weitestgehend von der irischen Front zurückziehen.

## Der Feldzug
Im Sommer 1691 befanden sich die Jakobiten in der Defensive. Im vorigen Jahr hatten sie sich hinter den Shannon zurückgezogen, der wie ein riesiger Burggraben um die Provinz Connacht mit Festungen in Sligo, Athlone und Limerick wirkte. In dieser Stellung erhofften die Jakobiten, über die Hafenstädte militärischen Beistand von Ludwig XIV. von Frankreich zu erhalten, um so den Rest von Irland zurückerobern zu können.
Godert de Ginkell, der niederländische General der Wilhelmiten, durchbrach diese Verteidigungslinie, indem er den Shannon bei Athlone überquerte und die Stadt nach einer blutigen Belagerung einnahm. Der Charles Chalmont, Marquis de St. Ruth, der französische General der Jakobiten, kam zu spät, um Athlone zu retten, da er seine Truppen erst noch sammeln und neue ausheben musste. Ein Teil dieser neuen Truppen kam von den Rapparees, einer Art irischen Guerilla-Kämpfern. Ginkell rückte durch Ballinasloe auf der Hauptstraße nach Limerick und Galway vor, bis sein Vordringen durch St. Ruths Armee bei Aughrim am 22. Juli 1691 gestoppt wurde. Beide Armeen waren um die 20.000 Mann stark. Die Soldaten St. Ruths waren hauptsächlich irische Katholiken, während die Armee Ginkells sich vornehmlich aus englischen, schottischen, dänischen, niederländischen, französischen (wiederum größtenteils Hugenotten) und irischen Protestanten zusammensetzte.

## Aufstellung
Die Jakobiten hatten sich bei Aughrim sehr vorteilhaft aufgestellt. St. Ruth hatte seine Infanterie entlang des Kamms eines Höhenzuges, des Kilcommadan Hill, in Stellung gebracht. Der Hügel war von kleinen Steinmauern und Hecken gesäumt, die die Ackerflächen voneinander abgrenzten. Diese Hindernisse konnten durch Aufschüttungen zur Deckung der Infanterie der Jakobiten genutzt werden. Zur linken Seite der jakobitischen Stellung befand sich ein Moor, durch das nur ein einziger Damm führte. Über allem thronte das Dorf Aughrim und eine Burgruine. Auf der anderen, der offenen Flanke brachte St. Ruth seine besten Infanterieeinheiten unter seinem stellvertretenden Kommandanten, dem Chevalier de Tessé und den Großteil seiner Kavallerie unter Patrick Sarsfield in Stellung.
Die Armee blickte auf ein Moor, auf dessen beiden Seiten sich Passagen befanden. Die Passage zur Rechten war eine kleine Furt über einen Bach durch das Moor. Der Überweg zur Linken war ein alter, beschädigter Damm, der es nur zwei Pferden auf einmal erlaubte, zu passieren, und 60 Yards (ca. 55 Meter) lang war. Über dem Damm und etwa 35 Meter zur Linken befand sich die Burg von Aughrim, in der St. Ruth Colonel Walter Burk mit zweihundert Mann stationierte. St. Ruth arrangierte seine Armee in zwei Reihen. Die Kavallerie an der rechten Flanke vor den Regimentern von Sutherland und den Dragonern setzte sich aus den Regimentern des Herzogs von Tyrconnell, des Earls von Abercorn und von Colonel Edmund Prendergast zusammen. Dieser Flügel sollte sicherstellen, dass die feindlichen Reiter nicht an der rechten Flanke über die Furt und die Engstelle über die Sümpfe durchbrechen. Insgesamt hatten die englischen Truppen die doppelte Anzahl an Kavallerie, während die Iren bei der Infanterie leicht im Vorteil waren.
Hier wurden Generalleutnant de Tessé und Generalmajor Patrick Sarsfield, späterer Earl of Lucan, postiert. Der andere Generalleutnant, der Marquis d’Usson, wurde nach der Belagerung von Athlone nach Galway geschickt. An der linken Flanke platzierte St. Ruth die Reiter des Earls of Lucan, sowie die Reiter unter Colonel Henry Luttrell, Colonel John Parker und Colonel Nicholas Purcell zusammen mit einer Abteilung Dragoner. Lord Galmoy mit seinem Regiment wurde hinter der zweiten Linie der Fußsoldaten als Notfallreserve zurückgehalten. Mit der Führung des linken Flügels wurde Generalmajor Sheldon betraut, die erste Reihe stand unter dem Kommando von Henry Luttrell. Ihre Aufgabe bestand vorrangig in der Verteidigung des Dammes durch das Moor, in dessen Nähe zwei Regimenter Fußsoldaten in Stellung gegangen waren.

## Die Schlacht
Die Schlacht begann mit einem Angriff Ginkells auf die offene Flanke der Jakobiten mit Kavallerie und Infanterie. Diese Attacke wurde durch entschlossene Gegenangriffe der Jakobiten abgewehrt. Die Wilhelmiten unterbrachen ihren Angriff und gruben sich hinter Holzpfählen ein, um sich gegen die gegnerische Kavallerie zu schützen. Bei diesem Rückzug wurden die französischen Hugenotten sich selbst überlassen, wodurch sie sich auf niedrigem Gelände dem jakobitischen Feuer schutzlos ausgesetzt fanden und große Verluste erlitten. Zeitgenössische Berichte sprechen davon, dass das Gras schlüpfrig war vom Blut. Seit diesem Tag ist das Gebiet der südlichen Flanke des Schlachtfeldes bei den Einheimischen unter dem Namen „Bloody Hollow“ bekannt. Im Zentrum versuchte die wilhelmitische Infanterie unter General Hugh Mackay einen Frontalangriff auf die jakobitische Infanterie auf dem Kilcommadan Hill. Die wilhelmitischen Truppen, hauptsächlich Engländer und Schotten, mussten jeden Schützengraben einzeln erobern, nur um dann festzustellen, dass sich die Iren hinter die nächste Verteidigungslinie zurückgezogen hatten, um von dort auf sie zu schießen. Insgesamt unternahm die wilhelmitische Infanterie drei Attacken, von denen die erste am weitesten vorstieß. Schließlich wurde ihr letzter Angriff von der Kavallerie mit großen Verlusten zurückgeschlagen und bis ins Moor verfolgt, wo weitere Soldaten getötet wurden oder ertranken. Bei der Verfolgung konnten die Jakobiten eine Batterie wilhelmitischer Kanonen festsetzen.

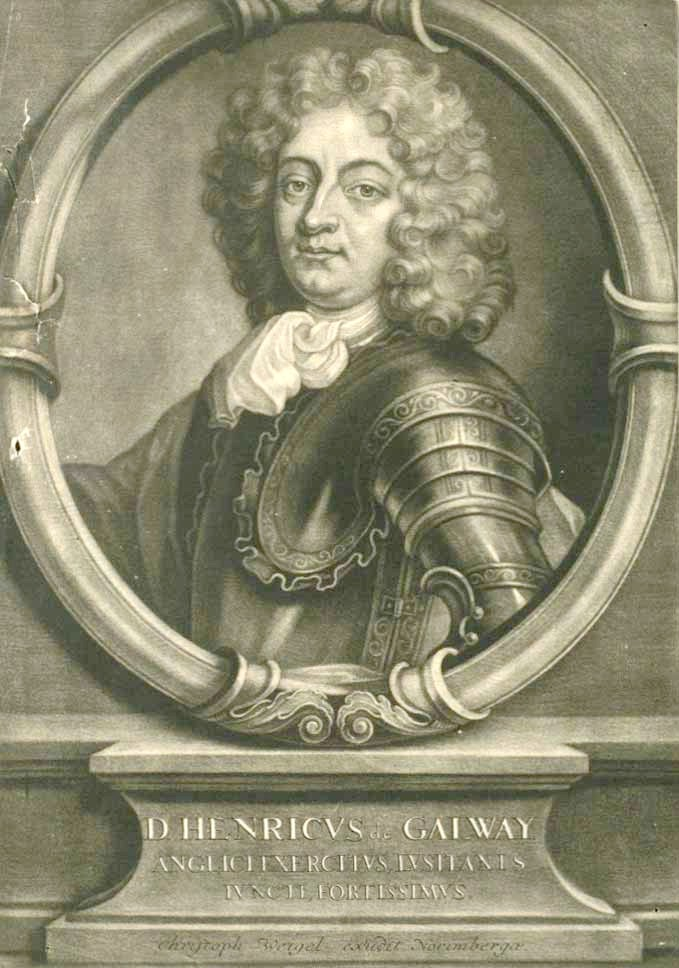
Henri de Massue

So blieb Ginkell als einzige Möglichkeit, zu versuchen, über den Damm durch das Moor die linke Flanke der Jakobiten anzugreifen. Eigentlich befanden sich die Jakobiten dort in einer schier unbezwingbaren Position, da sie von den Verteidigern in der Burg abgesichert wurden und die Wilhelmiten auf dem engen Pfad konzentriert waren. Doch die irischen Truppen hatten nur noch wenig Munition. Mackay führte diesen vierten Angriff, der hauptsächlich von der Kavallerie geführt wurde, in zwei Gruppen aus. Eine führte er entlang des Damms, die andere parallel dazu nach Süden. Die Jakobiten reagierten mit massivem Beschuss aus der Burg, mussten dann aber feststellen, dass ihre Reservemunition zu groß für die Mündungen ihrer Gewehre war. Die Munition war britischen Fabrikats, wohingegen die Musketen aus Frankreich kamen, wo andere Maße galten. Als der Beschuss nachließ, griffen die Wilhelmiten mit einem halbwegs ausgeruhten Regiment englisch-niederländischer Kavallerie unter Henri de Massue erneut an. Da sie sich nunmehr nur noch mit geringem Widerstand konfrontiert sahen, gelang es den Wilhelmiten ohne größere Verluste den Damm zu überqueren und das Dorf Aughrim zu erreichen.
Eine Einheit jakobitischer Kavallerie unter Henry Luttrell war als Reserve zurückgehalten worden, um diese Flanke zu schützen. Doch anstatt einen Gegenangriff zu starten, befahl Luttrell seinen Leuten, sich zurückzuziehen. Die Route, die er hierfür benutzte, ist heutzutage bekannt als Luttrell’s Pass. Luttrell stand im Verdacht, von den Wilhelmiten bezahlt worden zu sein, und wurde nach dem Krieg – vermutlich aus diesem Grund – in Dublin ermordet. Die Burg fiel schnell und ihre jakobitische Garnison ergab sich.

“[The] fire from the castle on the right […] was insignificant for it slew but a few in the passage. The reason of it was given because the men had French pieces, the bore of which was small and had English ball which was too large.”

„[Das] Feuer aus der Burg zur Rechten […] war unbedeutend, doch tötete es einige wenige auf dem Überweg. Der Grund hierfür war, dass die Männer französische Stücke [Geschütze / Gewehre] hatten, mit kleinen Mündungen und englischen Kugeln, die zu groß waren.“

Der jakobitische General Marquis de St. Ruth glaubte nach dem dritten Ansturm auf die wilhelmitischen Stellungen, die Schlacht gewinnen zu können. Man hatte ihn rufen gehört, “they are running, we will chase them back to the gates of Dublin!” (deutsch: „Sie rennen davon, wir jagen sie zurück zu den Toren von Dublin!“) Als er jedoch seine Kavallerie zum Gegenangriff sammeln wollte, um die wilhelmitischen Reiter zurückzuwerfen, wurde er von einer Kanonenkugel enthauptet. Nun brachen die jakobitischen Stellungen rasch zusammen. Ihre Reiter verließen, demoralisiert durch den Tod ihres Kommandanten, das Schlachtfeld fluchtartig. So konnten die Wilhelmiten mehr Truppen an die Front führen und die jakobitischen Linien einkreisen. Die rechte Flanke der Jakobiten wurde nun auch gewahr, dass die Situation aussichtslos war, und begann daraufhin ebenfalls sich aufzulösen, obwohl Sarsfield versuchte, ein Rückzugsgefecht auszutragen. So verblieb die jakobitische Infanterie auf dem Kilcommadan Hill völlig schutzlos und komplett umzingelt. Hals über Kopf suchten die Infanteristen ihr Heil in der Flucht, wobei sie von der wilhelmitischen Kavallerie gnadenlos niedergemetzelt wurden. Viele hatten sich ihrer Waffen entledigt, um schneller rennen zu können. George Storey, ein Augenzeuge, berichtete, dass die Leichen den Hügel bedeckten und aus der Ferne aussahen wie eine Herde Schafe.

## Nachwirkung

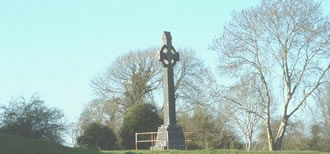
Denkmal auf dem Schlachtfeld von Aughrim

Die Schätzungen über die Verluste der Armeen variieren. Einstimmigkeit herrscht darüber, dass zwischen 5000 und 7000 Männer in der Schlacht ihr Leben ließen. Neuere Studien schätzen die Verluste der Wilhelmiten auf circa 3000 Mann, wobei sie üblicherweise mit 1000 bis 2000 angegeben werden, während circa 4000 Jakobiten gefallen sind. Die Wilhelmiten gaben damals nach der Schlacht lediglich 600 Mann als Verluste bekannt, während sie in Anspruch nahmen, 7000 Jakobiten getötet zu haben. In der Schlacht waren viele jakobitische Offiziere gefallen, die nur sehr schwer zu ersetzen waren. Darüber hinaus waren zusätzliche 4000 jakobitische Soldaten entweder desertiert oder gefangen genommen worden. Außerdem hatten sie einen Großteil ihrer Ausrüstung verloren.
Aus diesen Gründen ist Aughrim als die entscheidende Schlacht des Krieges der Wilhelmiten gegen die Jakobiten in Irland anzusehen. Die Stadt Galway ergab sich nach der Schlacht kampflos zu günstigen Bedingungen und die jakobitische Hauptarmee kapitulierte bald darauf bei Limerick nach einer kurzen Belagerung. Einem Autor zufolge „brannte sich die Schlacht in das irische Bewusstsein ein“ und wurde in der irischen Sprachtradition bekannt als Eachdhroim an áir („Gemetzel von Aughrim“). Der zeitgenössische gälische Dichter Séamas Dall Mac Cuarta schrieb über den Tod der Iren: „Es ist beim Gemetzel von Aughrim, wo sie gefunden werden, ihre klammen Gebeine liegen dort unbesargt.“ Ein anderer Dichter schrieb: „Unsere Freunde, in großer Zahl und dahinsiechender Gestalt, blieben leblos und von den Würmern zerfressen in den Bergen zurück.“ 1885 vollendete der Künstler John Mulvany sein Gemälde über die Schlacht. Es wurde 2010 in der Gorry Gallery in Dublin ausgestellt.
Da die Schlacht das Ende des irisch-katholischen Widerstandes der Jakobiten bedeutete, war Aughrim das Zentrum der loyalistischen (insbesondere der des Oranier-Ordens) Feierlichkeiten am 12. Juli bis hinein ins frühe 19. Jahrhundert. Danach wurde die Schlacht in der Erinnerung durch die Schlacht am Boyne verdrängt, da sich durch die Umstellung vom julianischen auf den gregorianischen Kalender die Daten änderten. Die Feierlichkeiten sind in Irland fest mit dem Datum verbunden („The Twelfth“), sodass der Schlacht von Aughrim, die sich nach altem Kalender noch am 12. Juli zugetragen hatte, was nunmehr der 22. Juli war, nicht mehr am gewohnten Tag gedacht wurde. Es wurde außerdem angedeutet, dass die Schlacht am Boyne als Erinnerungspunkt vorgezogen wurde, weil man dort das Verhalten der irischen Truppen eher als feige darstellen konnte als bei Aughrim, wo sie eigentlich tapfer gekämpft hatten.
Das Schlachtfeld von Aughrim wurde zu einem Stein des Anstoßes in Irland hinsichtlich Plänen, eine neue Autobahn mitten durch das ehemalige Schlachtfeld zu bauen. Historiker, Umweltschützer und Mitglieder des Oranier-Ordens erhoben Einsprüche gegen die Zerstörung des Schlachtfeldes von 1691. Die Autobahn wurde 2009 eröffnet.

## The Battle of Aughrim Visitor Centre
Im Dorf Aughrim wurde 1991 das The Battle of Aughrim Visitor Centre eröffnet. Dieses Museum, welches auch das historische Schlachtfeld umfasst, ist in Zusammenarbeit des Aughrim Heritage Committee, des Ireland West Tourism und dem Galway County Council entstanden. Es beherbergt Artefakte, die auf dem Schlachtfeld gefunden wurden, sowie dreidimensionale Ausstellungsstücke und einen Dokumentarfilm, der den Verlauf der Schlacht und ihre Bedeutung im weiteren Kontext der irischen Geschichte erläutert.